# Aslackby and Laughton
Aslackby and Laughton – gmina (civil parish) w Anglii, w hrabstwie Lincolnshire, w dystrykcie South Kesteven. Leży 42 km na południe od Lincoln i 152 km na północ od Londynu.